# Doxomysis brucei
Doxomysis brucei är en kräftdjursart som beskrevs av Murano 1990. Doxomysis brucei ingår i släktet Doxomysis och familjen Mysidae. Inga underarter finns listade i Catalogue of Life.